# راگنار کلاوان
راگنار کلاوان (استونیایی: Ragnar Klavan؛ زادهٔ ۳۰ اکتبر ۱۹۸۵) بازیکن فوتبال اهل استونی است.
وی اولین بازیکن استونیایی است که در لیگ برتر فوتبال انگلستان گلزنی کرده است.

## باشگاهی
از باشگاه‌هایی که در آن بازی کرده است می‌توان به فلورا، وولرنگا، آزد، آگسبورگ، لیورپول و کالیاری اشاره کرد.
وی همچنین سابقه ۱۲۷ بازی برای تیم ملی فوتبال استونی را در کارنامه دارد.